# Gemäldegalerie
A Gemäldegalerie é um museu de arte localizado na Kulturforum Potsdamer Platz em Berlim, na Alemanha, sendo um dos mais importantes do mundo por sua excelente coleção de arte europeia dos séculos XIII ao XVIII.

## História
A primeira ideia para a constituição de uma coleção de arte pública e de caráter educativo em Berlin surgiu por volta de 1797 através do arqueólogo Aloys Hirt. Ele advogava ainda que a coleção deveria ser formada exclusivamente sobre uma base cultural e científica, diferentemente das outras coleções principescas que existiam, e deveria gerir a si mesma com autonomia. Seu projeto logo encontrou apoio do arquiteto Karl Friedrich Schinkel, do erudito Carl Friedrich von Ruhmor e do rei Frederico Guilherme III, o qual logo disponibilizou parte de sua coleção privada, com cerca de 650 obras.

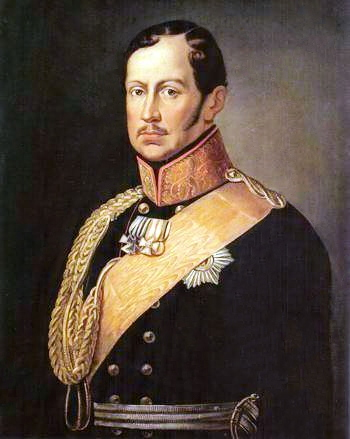
Frederico Guilherme III.

Com o retorno das tropas da Prússia após as Guerras Napoleônicas, outros 133 itens confiscados pelos franceses voltaram ao seu país de origem, aumentando a coleção. Contudo, o grupo reunido não perfazia um perfil adequado da arte europeia, segundo os critérios estabelecidos, e logo considerou-se necessário adquirir-se obras complementares. A primeira oportunidade para tal ofereceu-se em 1815, quando o rei adquiriu cerca de 150 peças da Coleção Giustiniani em Paris, com arte italiana, e que logo foram integradas ao museu. Em 1819 outro incremento veio com a aquisição da coleção de Edward Solly, um inglês residente em Berlim, amigo de Schinkel e Hirt, com trabalhos italianos dos séculos XIII a XVI, alemães, neerlandeses e alguns itens de outros países.
Nesta altura iniciaram os planos para a construção de um edifício especial para albergar a crescente quantidade de pinturas, formando-se uma comissão para definir o projeto, e para organizar a estrutura de funcionamento e o sistema de futuras exposições, chefiada por Wilhelm von Humboldt como curador.
Com a aquisição de um outro lote de obras, em 1830 o museu, então denominado Altes Museum, foi considerado pronto para ser entregue ao público, contando com 1198 pinturas e outros objetos da antiguidade, sendo instalado no pavimento superior do edifício construído por Schinkel. Seu primeiro diretor foi Gustav Friedrich Waagen. A coleção foi organizada em três departamentos, dois com peças mostradas segundo critérios históricos e estilísticos, e outra seção fechada ao público em geral, contendo peças mantidas à parte por exibir uma moral incomum, às quais somente convidados tinham acesso. A entrada para as seções livres era gratuita, mas o público deveria anunciar sua visita com antecipação.

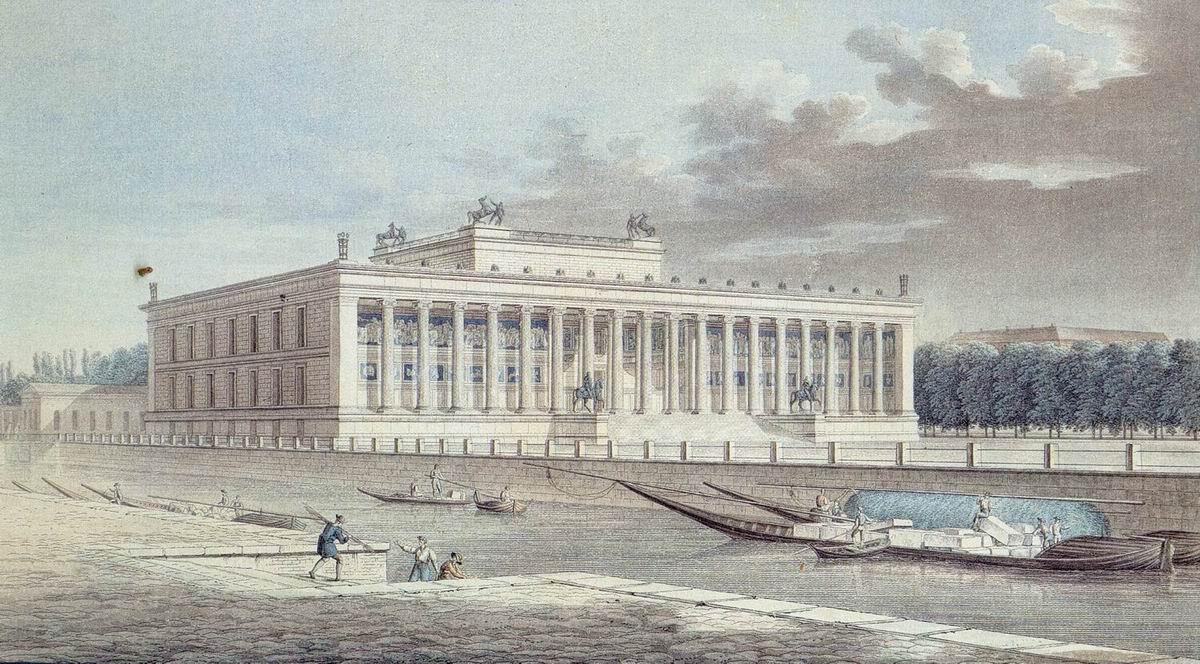
O Altes Museum em 1830, em aquarela de Friedrich Thiele.

Logo percebeu-se que a coleção apresentada não seria a final, e seria preciso outras aquisições para enriquecer o painel de arte europeia e preencher as lacunas ainda existentes. Assim, Humboldt requisitou a criação de um fundo para suprir os recursos necessários, o que foi concedido pelo rei em um montante de 20 mil táleres anuais, suplementado por verbas extras quando fosse o caso de surgirem no mercado obras de especial interesse. Contudo, a coleção não progrediu como o desejado, pois a verba disponível deveria cobrir custos em outras áreas do museu, como o pagamento de pensões para doadores, estabeleceu-se uma morosa burocracia no sistema de aquisições que fossem superiores a mil táleres, e o mercado de arte começou a experimentar uma rápida ascensão nos preços gerais. Destarte novas incorporações passaram a acontecer pela participação esporádica em leilões em Londres e Paris, onde se ofereciam as obras de melhor qualidade, e pelas doações, que usualmente se constituíam apenas de obras menores. Outras dificuldades foram aquisições de obras que depois se provaram falsas, ou estavam em más condições.
Neste impasse Waagen concluiu que a coleção não seria ampliada satisfatoriamente apenas através dos poucos leilões e das doações, e desenvolveu um plano, em 1841, para realizar aquisições diretamente na Itália, de igrejas e acervos principescos privados. Com o apoio do novo rei, Frederico Guilherme IV, partiu ele para lá com uma verba de 100 mil táleres, e conseguiu coletar um lote de obras muitos significativas, que incluía trabalhos de Fra Bartolomeo, Domenico Veneziano, Lorenzo Lotto, Giovanni Battista Moroni, Palma il Vecchio, Rafael, Tintoretto, Ticiano e Veronese. Mesmo assim seus critérios e escolhas foram criticados em seu retorno, e sua capacidade para novos projetos foi posta em dúvida. Além disso este esquema de viagens não se revelava eficaz o bastante, tendo de competir com verdadeiras redes de agentes trabalhando para outros grandes museus que na época estavam também em expansão, e novamente a coleção entrou em um período de poucas novidades. De qualquer forma, no final de sua gestão Waagen havia conseguido trazer cerca de 400 novas peças para o acervo.

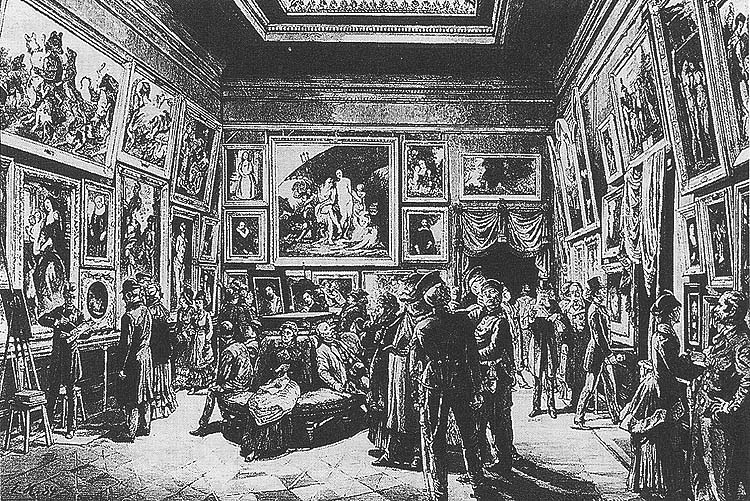
Aspecto de uma sala do Altes Museum em 1884, em xilogravura de Ernst Henseler.

Em 1871 Berlin se tornou a capital do Império Alemão, recentemente instituído. A mudança no status e o crescente senso de orgulho nacional tornou uma obrigação para os berlinenses equiparar sua galeria de arte com as melhores coleções de outras importantes capitais da Europa e sobrepujar os centros culturais de Dresden e Munique, então mais brilhantes. Contudo, a competição entre os museus e colecionadores privados, e a procura por obras de arte, cresciam sem cessar, elevando drasticamente seus preços, o que atraiu muitos nobres a se desfazerem de suas coleções privadas. Neste momento foi indicado novo curador Julius Meyer, logo recebendo ajuda de Wilhelm von Bode, que consideraram prioridade suprir as lacunas da linha de tempo da coleção com poucas peças-chave de alta qualidade, sem dispersar recursos com a compra de uma multiplicidade de obras menos significativas, e solicitaram a concessão de verbas adicionais para uma nova viagem à Itália.
Contando com 100 mil táleres, iniciaram suas pesquisas, mas logo se viram decepcionados por uma série de dificuldades operacionais, com o progressivo fechamento do mercado italiano para estrangeiros, e com a lentidão das negociações com proprietários. Mesmo assim lograram adquirir algumas peças importantes de Luca Signorelli, Tiepolo, Giambattista Pittoni, Tintoretto e Verrocchio. Com a frustração do projeto, decidiu-se então trilhar um novo rumo e criou-se uma rede de agentes em diversas capitais, agilizando o processo de aquisições e tornando-o competitivo. Este sistema logo revelou-se eficiente o bastante para nos anos imediatamente a seguir dotar o museu com uma série de obras de primeiro nível, incluindo as pertencentes a Barthold Suermondt, então o maior colecionador privado da Europa. O trabalho sistemático e ávido de Bode levou a Gemäldegalerie a se tornar uma das mais importantes reuniões de pintura europeia. Entretanto, em 1887 a coleção foi reorganizada, e cerca de mil obras pouco exibidas ou de atribuição duvidosa foram leiloadas. Uma atitude discutível sob o ponto de vista atual, na época era comum, e foi considerada adequada, tanto que em 1890 Bode foi indicado novo diretor da galeria.

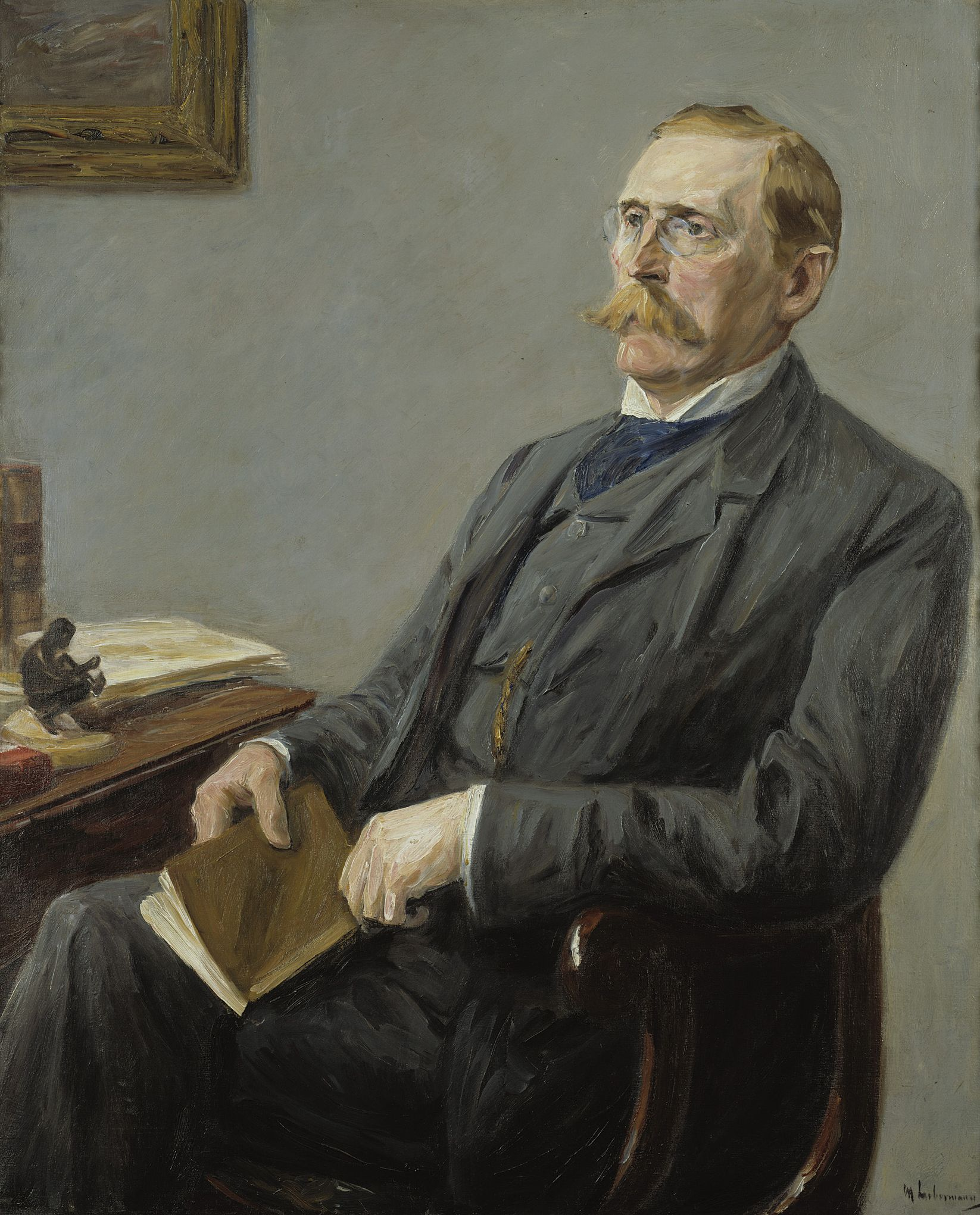
Wilhelm von Bode em retrato de Max Liebermann.

Sua primeira dificuldade administrativa foi ter de lidar com a crescente falta de espaço no antigo edifício, e logo iniciou planos para a construção de um novo, agora concebido para funcionar segundo uma nova sistemática de exposição, com peças de vários gêneros integradas num mesmo espaço a fim de reconstituir com maior fidelidade e coerência cada época ou estilo, seguindo uma ideia de inspiração renascentista. Encontrou oposição de início, mas o apoio do casal imperial bastou para que em 1896 fossem iniciados os trabalhos, sob direção do arquiteto Ernst von Ihne. A seção de arte antiga permaneceu no prédio do Altes Museum e as pinturas e esculturas mais recentes foram deslocadas para a nova sede, inaugurada em 18 de outubro de 1904. Nesta ocasião o museu recebeu a importante doação das coleções privadas de Alfred Thiem e James Simon, e passou a se denominar oficialmente Kaiser-Friedrich-Museum (mais tarde renomeado Museu Bode), em homenagem ao Imperador Frederico III.

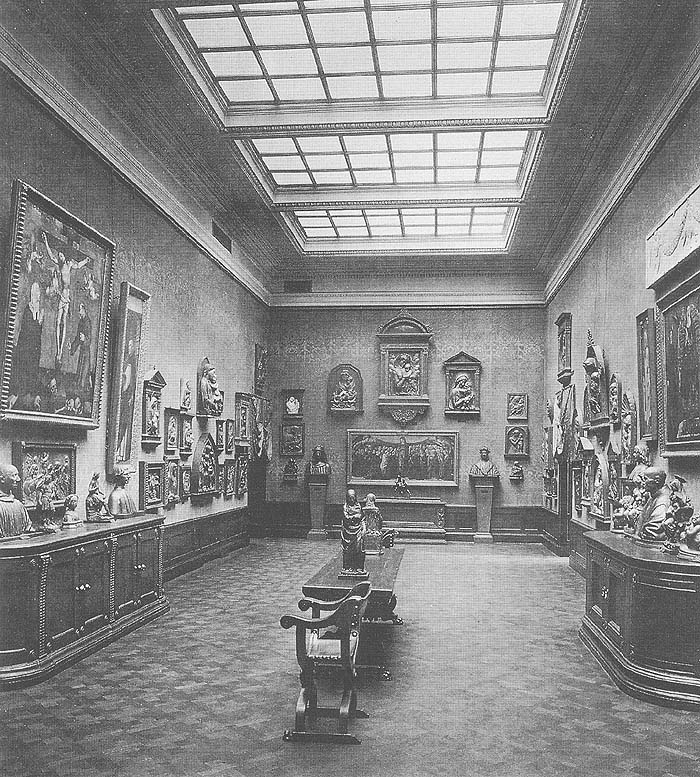
Aspecto da organização das obras em uma sala do Kaiser-Friedrich-Museum por volta de 1906.

Nos anos seguintes Bode se tornou uma figura central no circuito de arte berlinense, ampliando a coleção do museu e assessorando a formação de diversas coleções privadas. Em 1910 as obras foram novamente reorganizadas e o espaço, já ficando outra vez exíguo, levou à elaboração de planos para mais uma ampliação do edifício, e ao mesmo tempo decidiu-se adquirir muitas obras de arte alemã. Para financiar os gastos a entrada ao museu passou a ser cobrada. Contudo, na sequência da I Guerra Mundial, parte do acervo da instituição teve de ser alienado, sendo entregue à França por força dos termos do Tratado de Versalhes.
Nos anos 30 nova reorganização: foi criado o Museu Alemão, para onde foram transferidas as peças de arte alemã, holandesa e francesa, junto com esculturas dos períodos correspondentes, perda compensada em 1936 com a incorporação de cerca de metade do grande acervo do Banco de Dresden.
Durante a II Guerra Mundial o museu foi fechado, a coleção foi removida de sua sede e abrigada em bunkers em locais protegidos, e o prédio foi severamente danificado por bombas. Como resultado dos transtornos de guerra mais de 400 obras importantes se perderam para o museu, sendo destruídas, roubadas ou vendidas ilegalmente. Mais de 200 delas foram capturadas pelo Exército Vermelho e levadas à União Soviética. Após a divisão da cidade pelo Muro de Berlin a coleção foi novamente prejudicada por sua separação em dois centros de exposição. A primeira etapa da reorganização do museu perdurou até 1963, abrindo apenas 10 salas com cerca de 91 pinturas em exposição. Nesta altura a pinacoteca foi reinstalada precariamente no agora chamado Museu Bode, que entretanto não dispunha de espaço de exposição para muitas obras. Nas comemorações dos 750 anos da fundação de Berlin, em 1987, o museu pôde abrir 26 salas com cerca de 350 peças, sem contar as miniaturas, expostas desde 1979.
Com a reunificação da cidade em 1992, iniciaram-se acirrados debates sobre o destino da coleção de arte dispersa em locais diferentes e em grande parte oculta há anos em depósitos, sem poder ser apreciada pelo público. Por suas dimensões, a coleção não poderia ser levada integralmente para o Museu Bode, e organizou-se a elaboração de um projeto para uma nova sede própria. Em 1995 foi feito um levantamento das perdas sofridas pelo acervo em todas as últimas décadas desde antes da II Grande Guerra, agrupadas nas seguintes classes:
- Perdas no incêndio da antiga sede,
- Containers perdidos nas transferências da coleção,
- Obras levadas à União Soviética e nunca devolvidas,
- Perdas avulsas anteriores a 1945,
- Peças roubadas e destruídas,
- Peças faltantes com paradeiro ou destino ignorado.

Somente em 1998 as mais de 3.600 obras dispersas voltaram a ser reunidas, ora em um prédio especialmente construído para tal, desenhado por Heinz Hilmer, Thomas Albrecht e Christoph Sattler, com cerca de 7 mil m² de área expositiva e uma sequência de 18 salas e 41 gabinetes que perfazem uma extensão de quase 2 quilômetros. Desde 2006 mantém ainda uma seção no Museu Bode, principalmente com esculturas, mas também com pinturas menores e outras que não eram vistas pelo público desde 1939.

## A Coleção

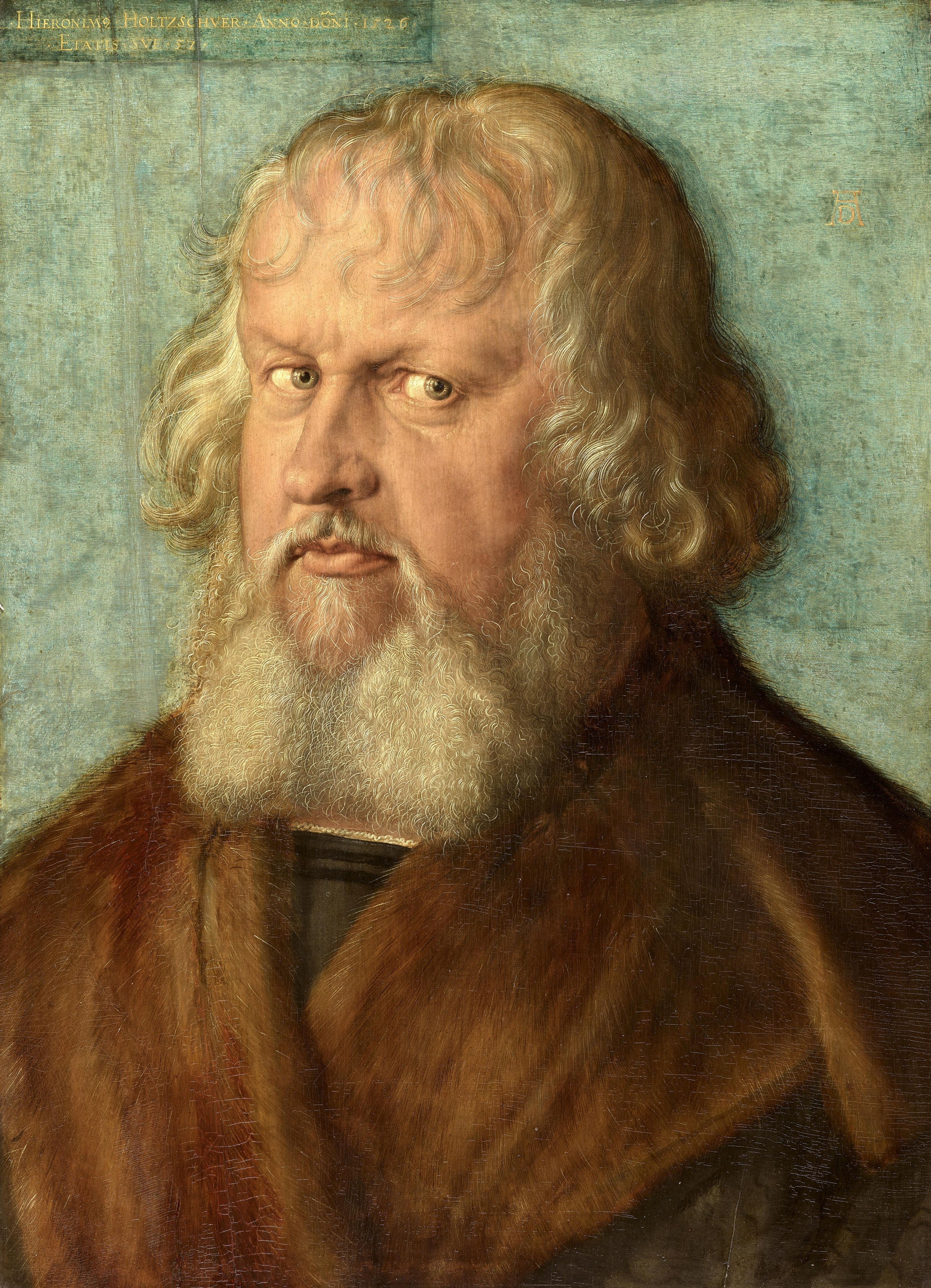
Dürer: Retrato de Hieronymus Holzschuher.

Após sua criação em 1830 a coleção da Gemäldegalerie foi sendo aumentada sistematicamente, incluindo hoje obras-primas de Van Eyck, Brueghel, Dürer, Rafael, Ticiano, Caravaggio, Rubens, Vermeer e Rembrandt, além de muitos outros mestres.
Suas seções são organizadas da seguinte forma:
- Pintura Alemã do século XIII ao século XVI,
- Pintura Alemã do século XVII ao século XVIII,
- Pintura Italiana do século XIII ao século XVI,
- Pintura Italiana do século XVII ao XVIII,
- Pintura Holandesa do século XIV ao século XVI,
- Pintura Flamenga do século XVII,
- Pintura Holandesa do século XVII,
- Pintura Espanhola do século XV ao XVIII,
- Pintura Francesa do século XV ao XVIII,
- Pintura Inglesa do século XVIII.

São notáveis especialmente a Sala Rembrandt, com 16 trabalhos do artista, com uma das reuniões mais importantes de obras deste mestre, além de obras flamengas e alemãs do século XVII; e a Galeria Principal, com cerca de mil pinturas em exposição.
As obras de sua coleção são conservadas e restauradas nos laboratórios da própria instituição, segundo técnicas e critérios os mais avançados, em cooperação com institutos especializados como o Hahn-Meitner.

## Serviços
Além de expor seu acervo a Gemäldegalerie organiza exposições temporárias especiais como ilustração de pesquisas sobre aspectos diversos de obras e artistas de sua coleção, traz coleções de outras instituições; dá acesso computadorizado, em várias línguas, a uma galeria digital para os visitantes, e organiza visitas guiadas.

## Obras

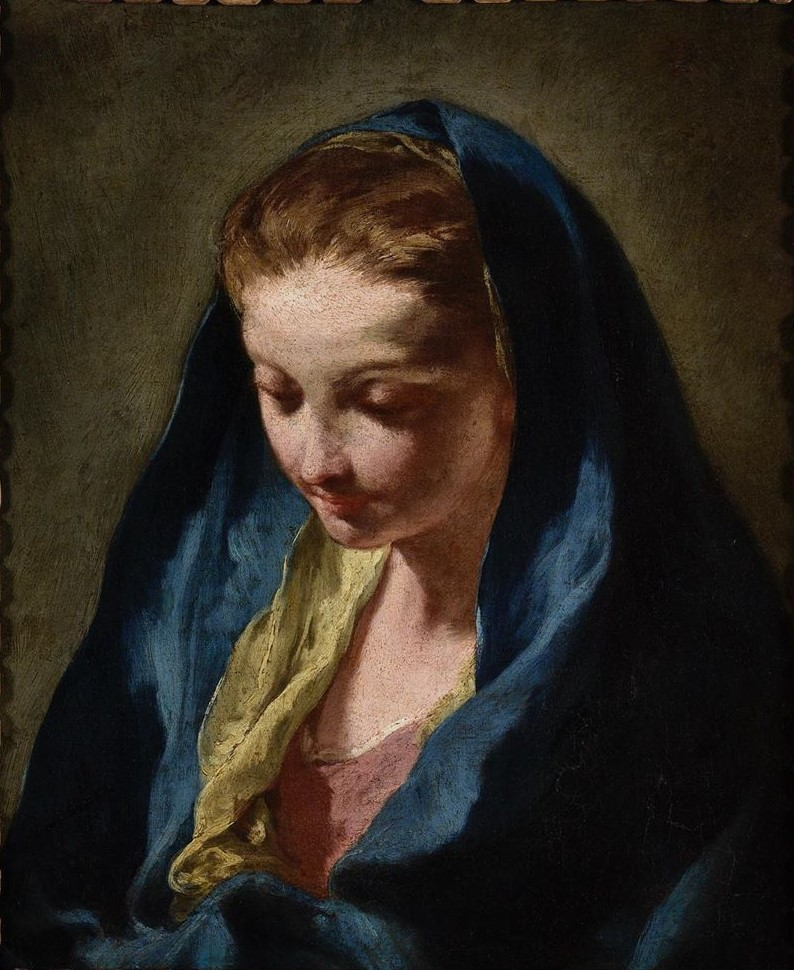
Pittoni: Madonna cabeça
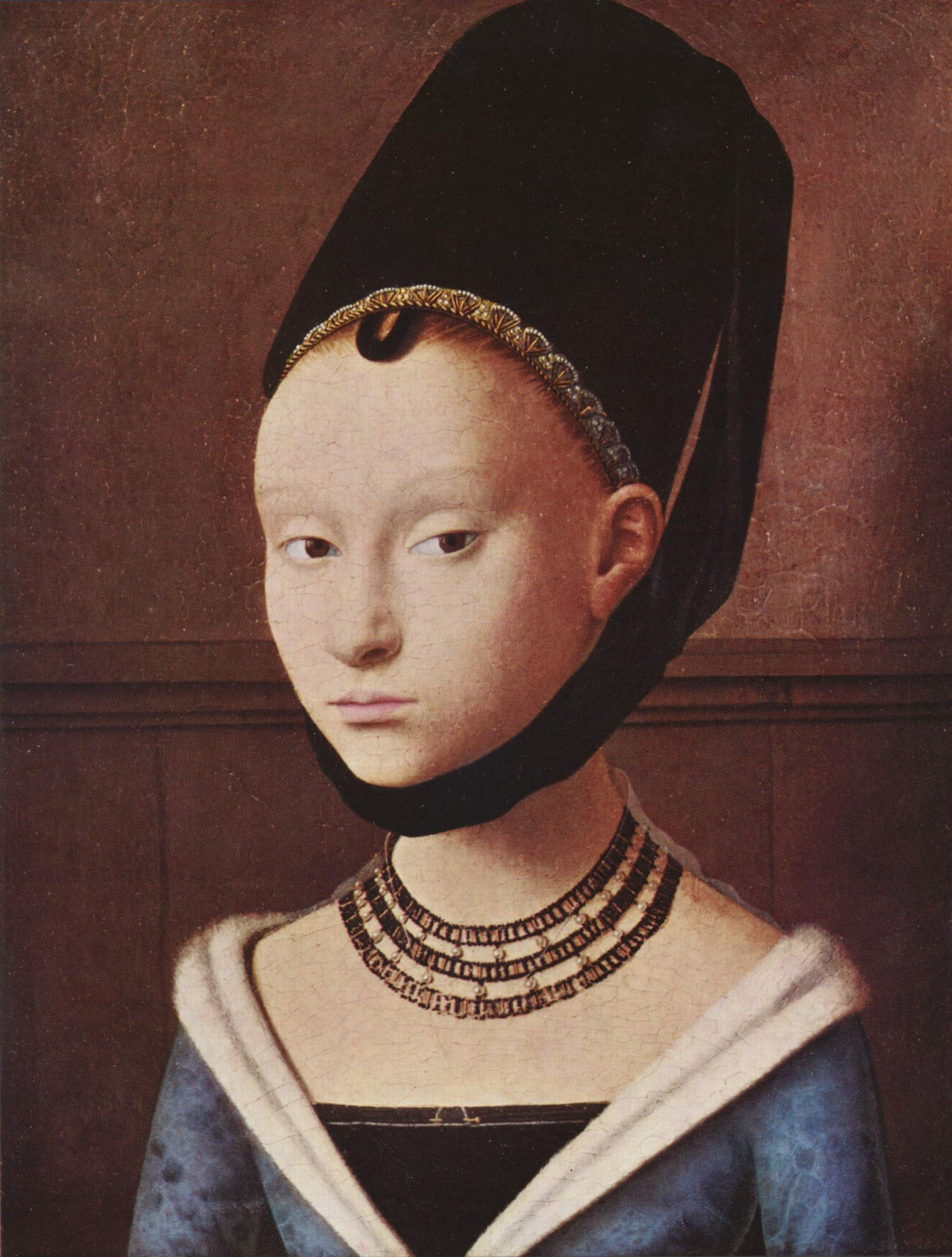
Christus: Retrato de Jovem Menina
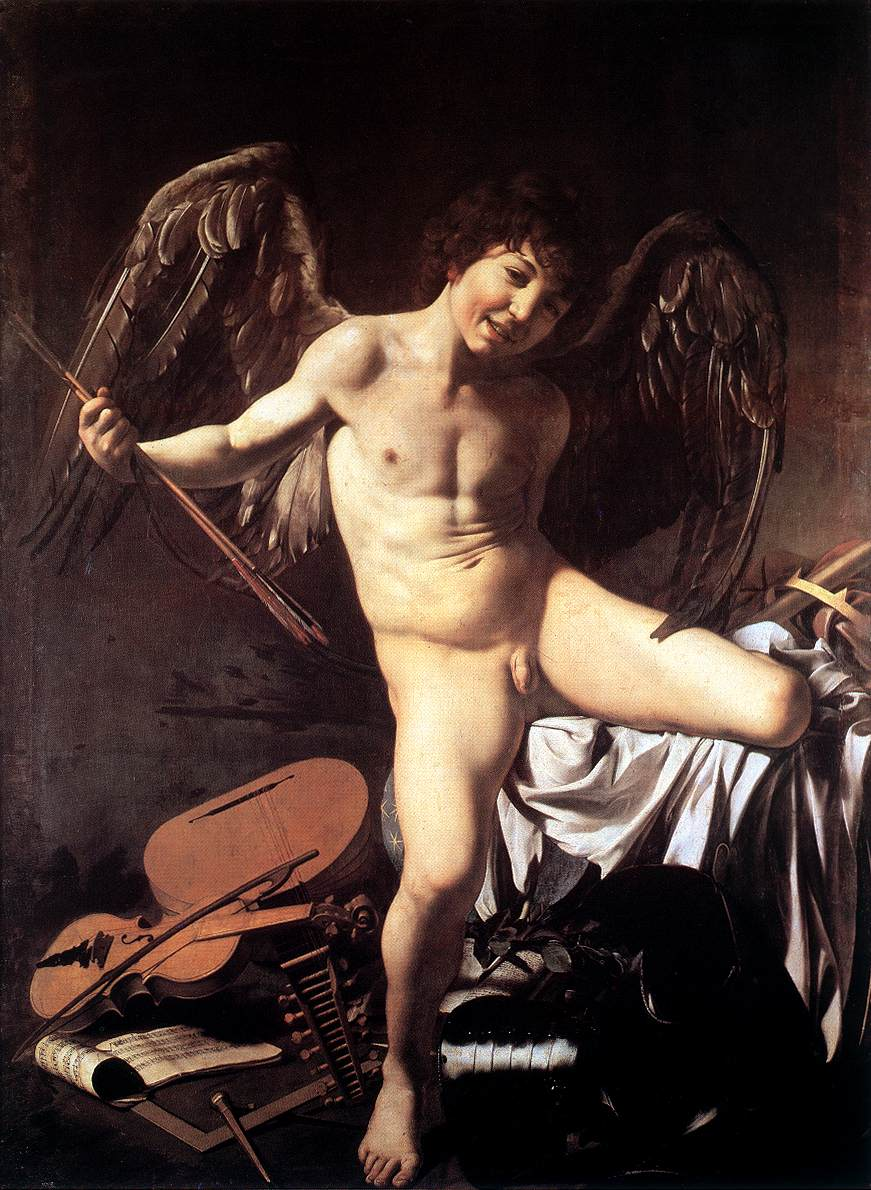
Caravaggio: Amor Vitorioso
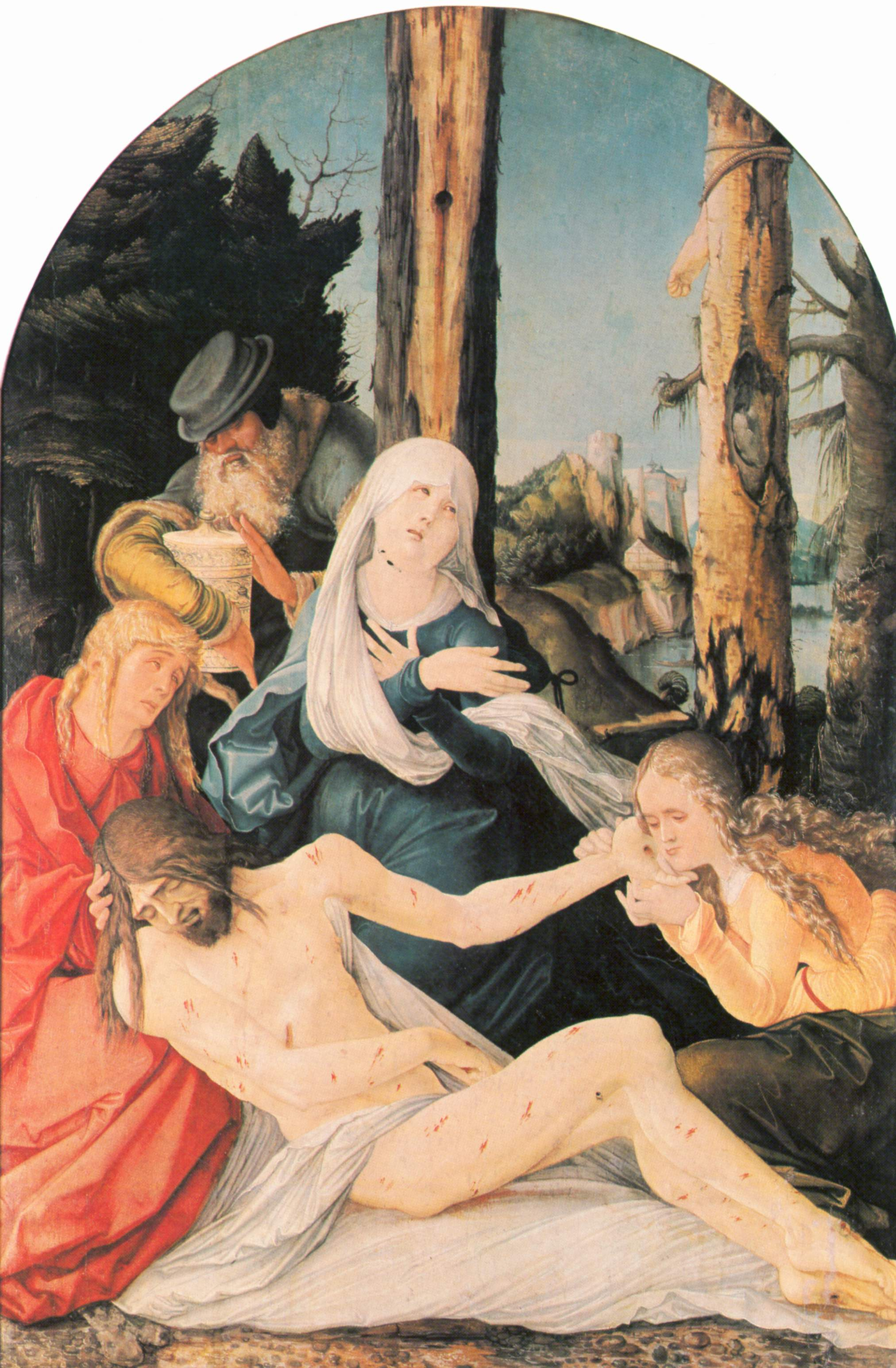
Baldung: Lamentação de Cristo
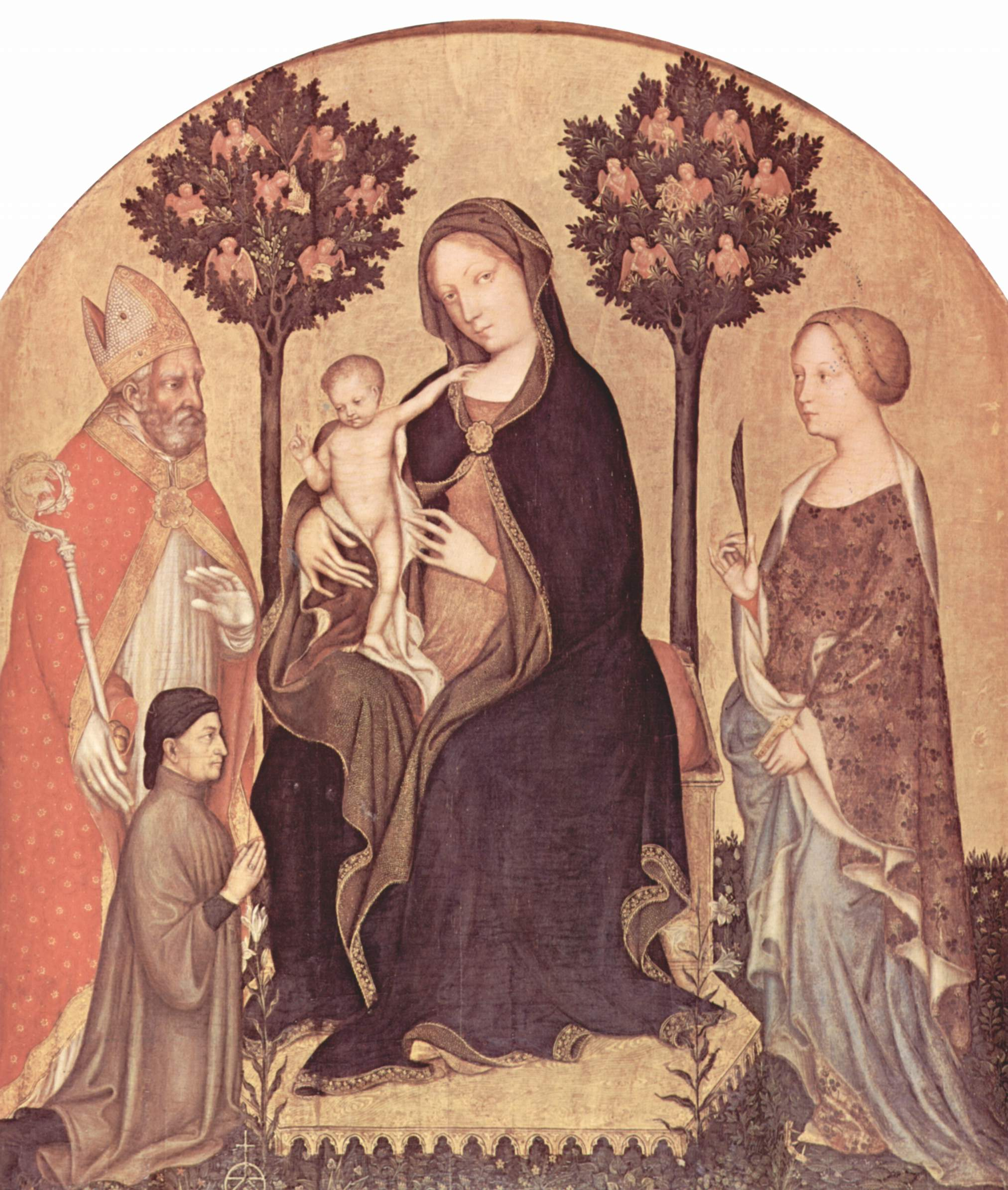
Fabriano: Madonna com São Nicolau, Santa Catarina e o doador
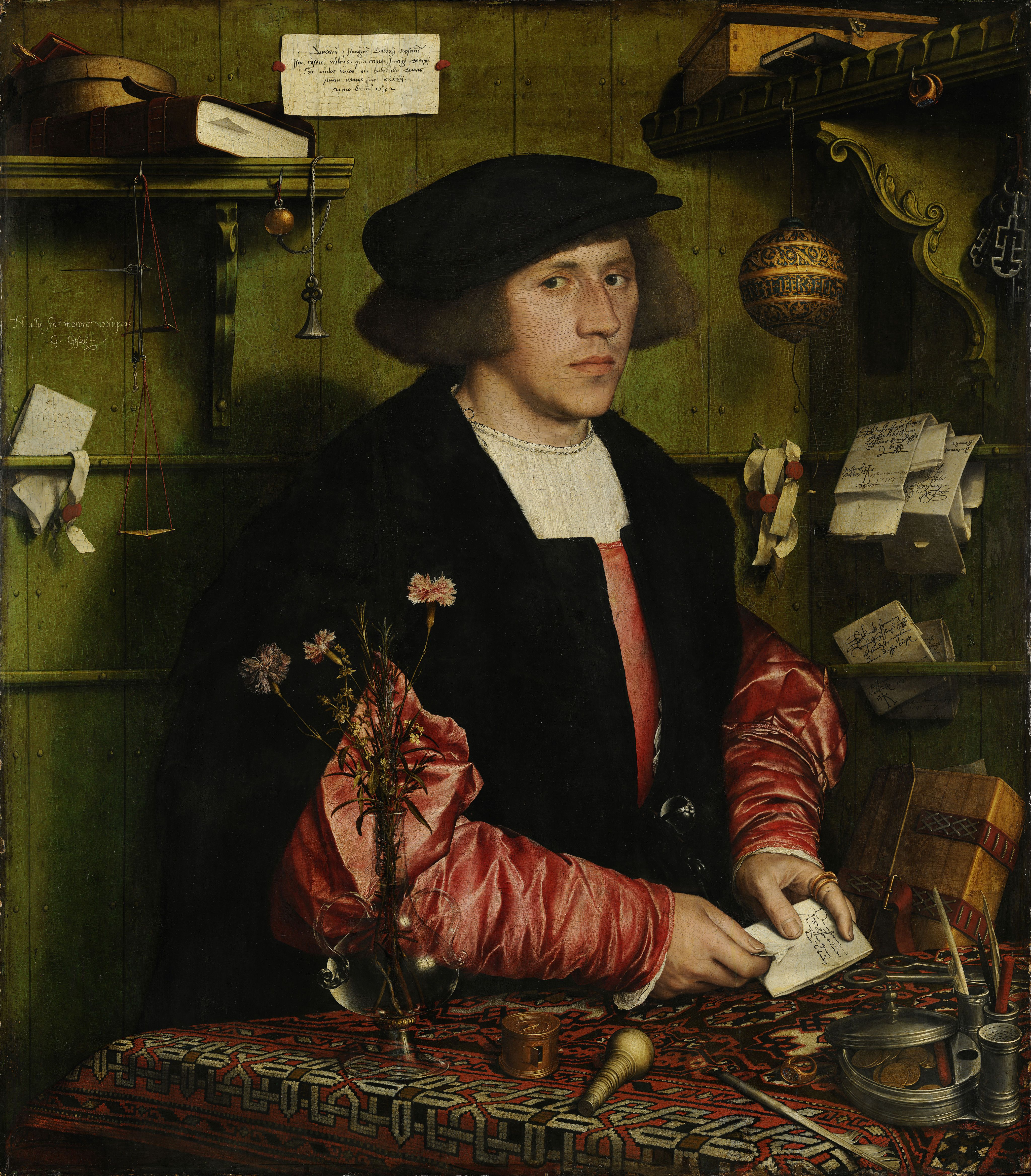
Holbein: Retrato do mercador Georg Gisze em Londres
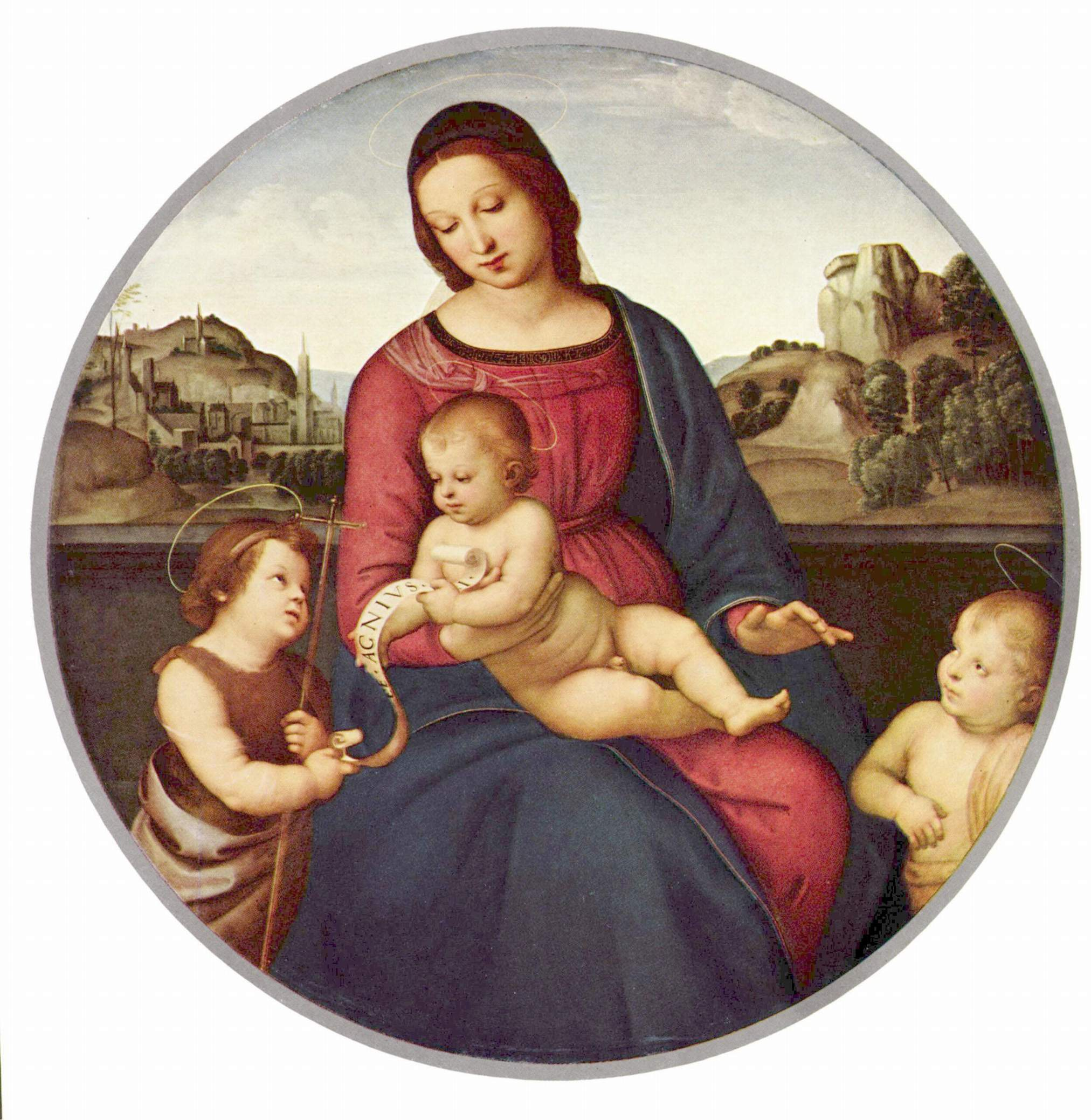
Rafael: Madonna Terranuova
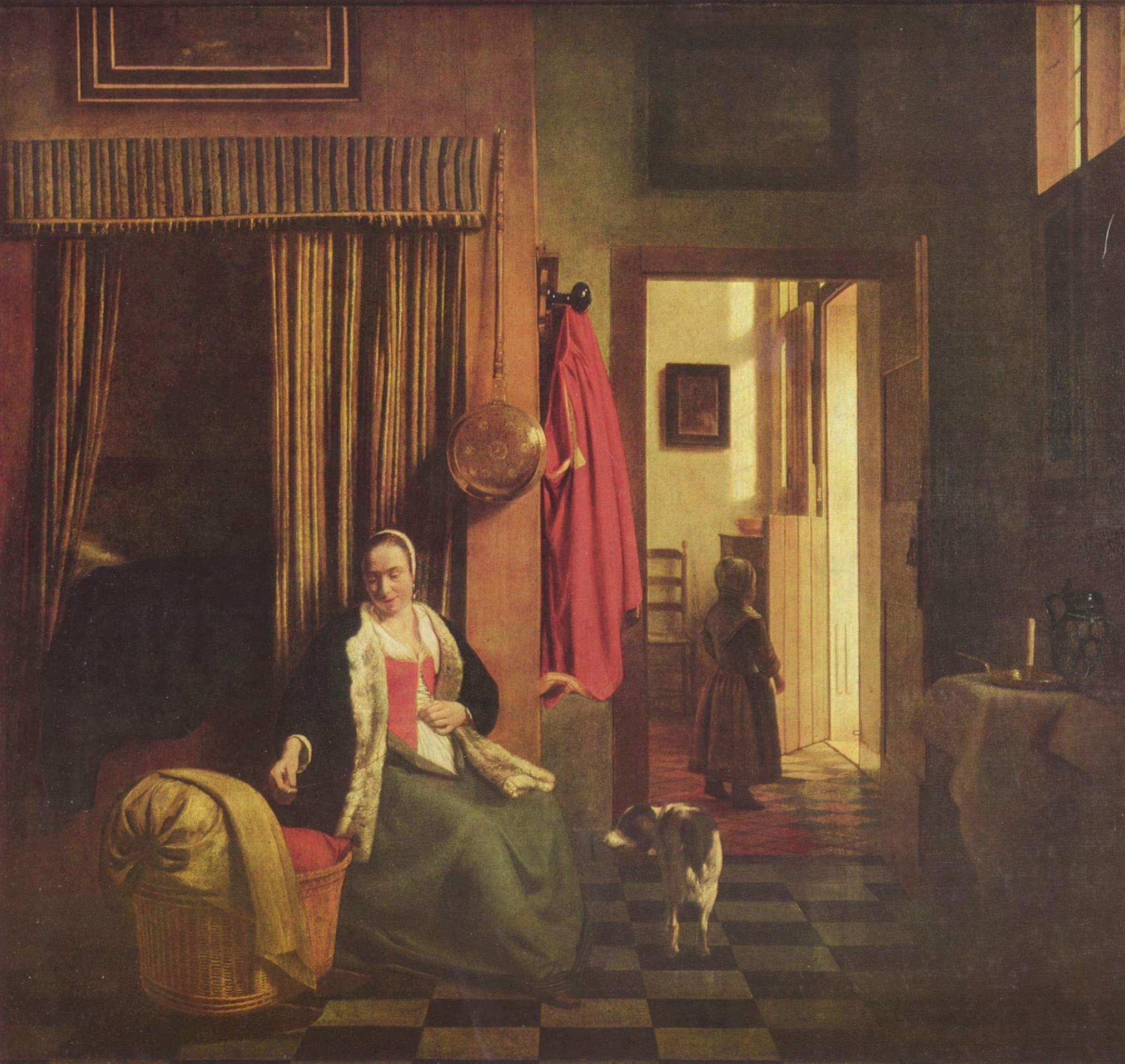
De Hooch: Mãe junto ao berço
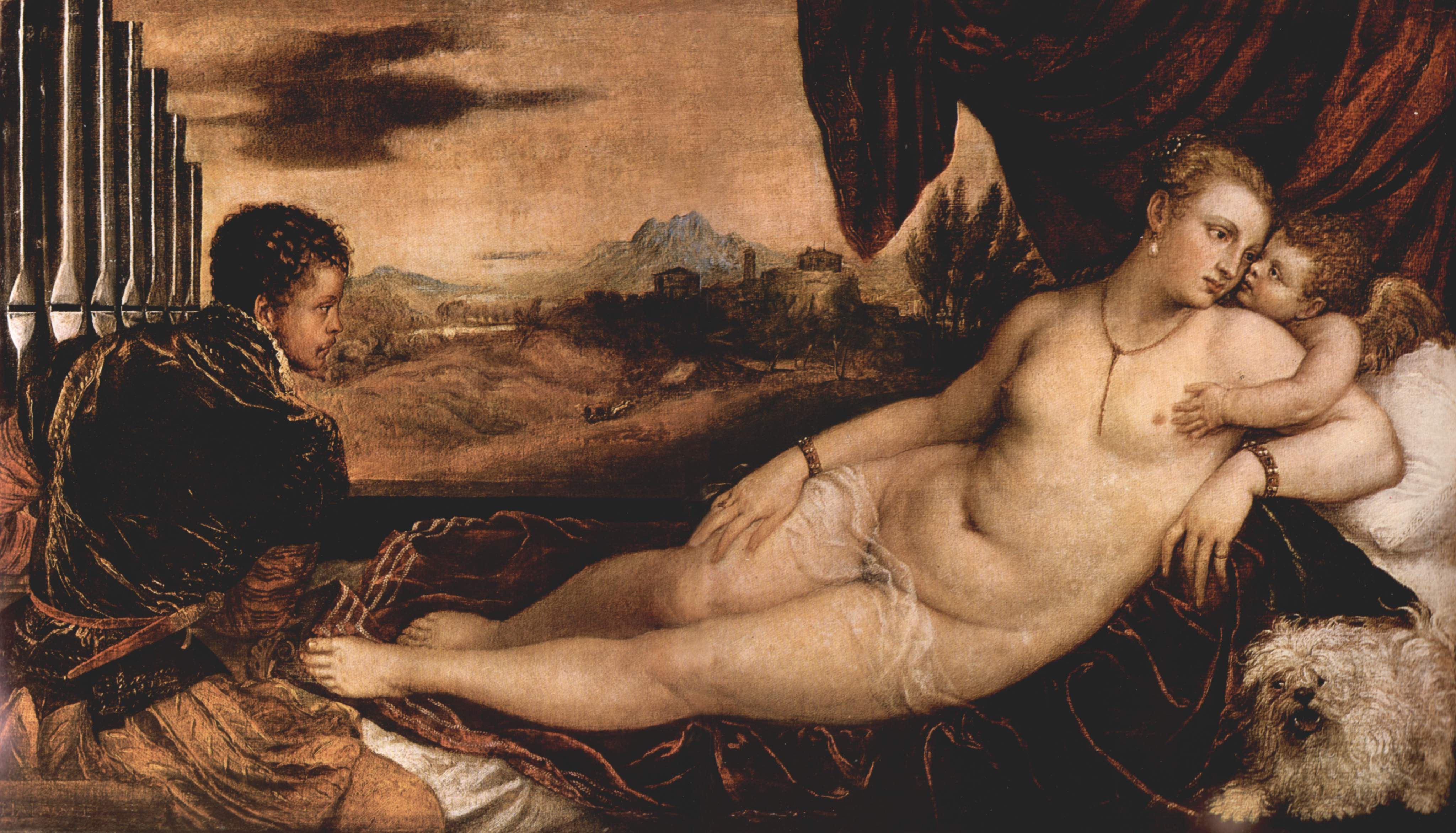
Ticiano: Venus com um organista, Amor e um cão
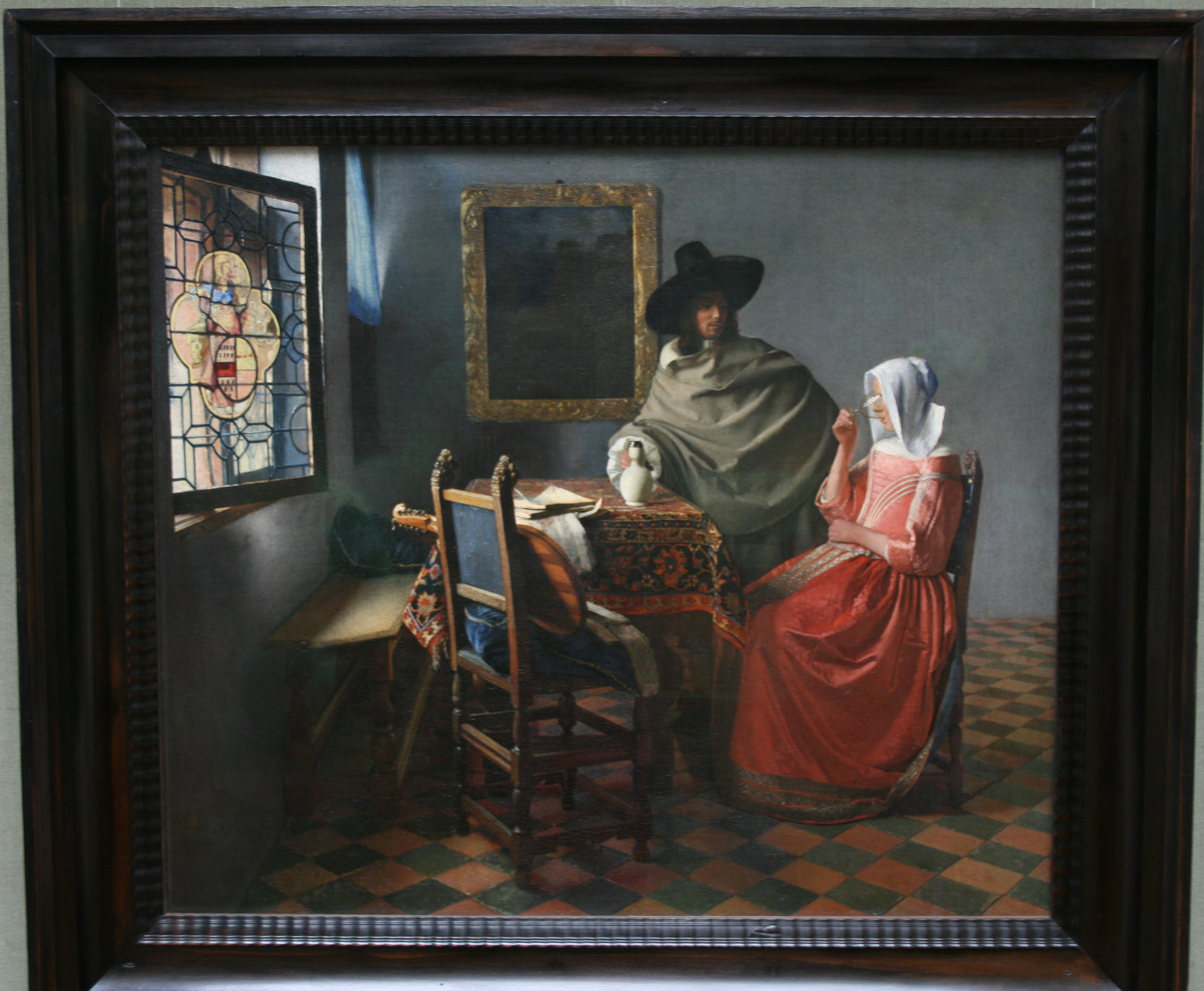
Vermeer: O copo de vinho
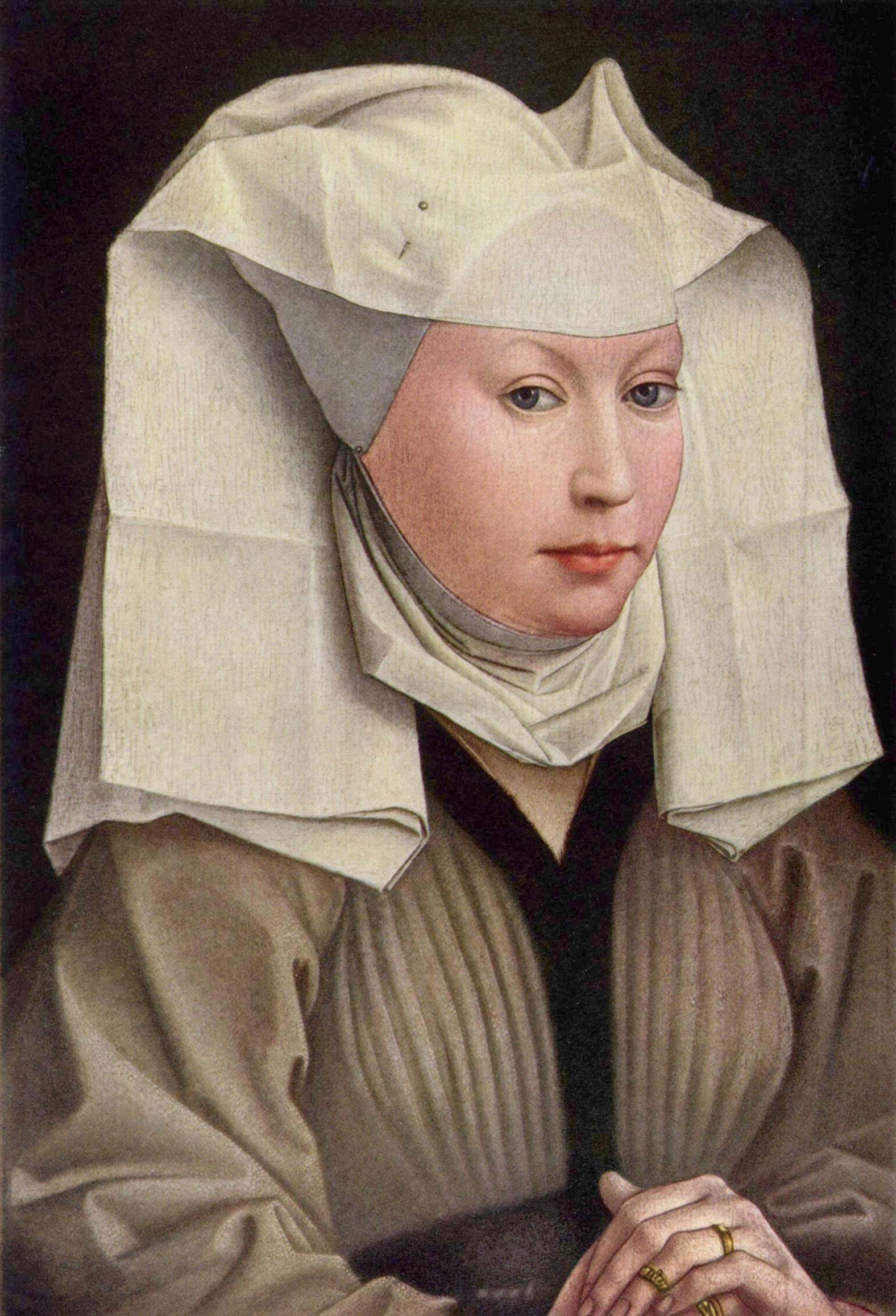
Van der Weyden: Retrato de moça
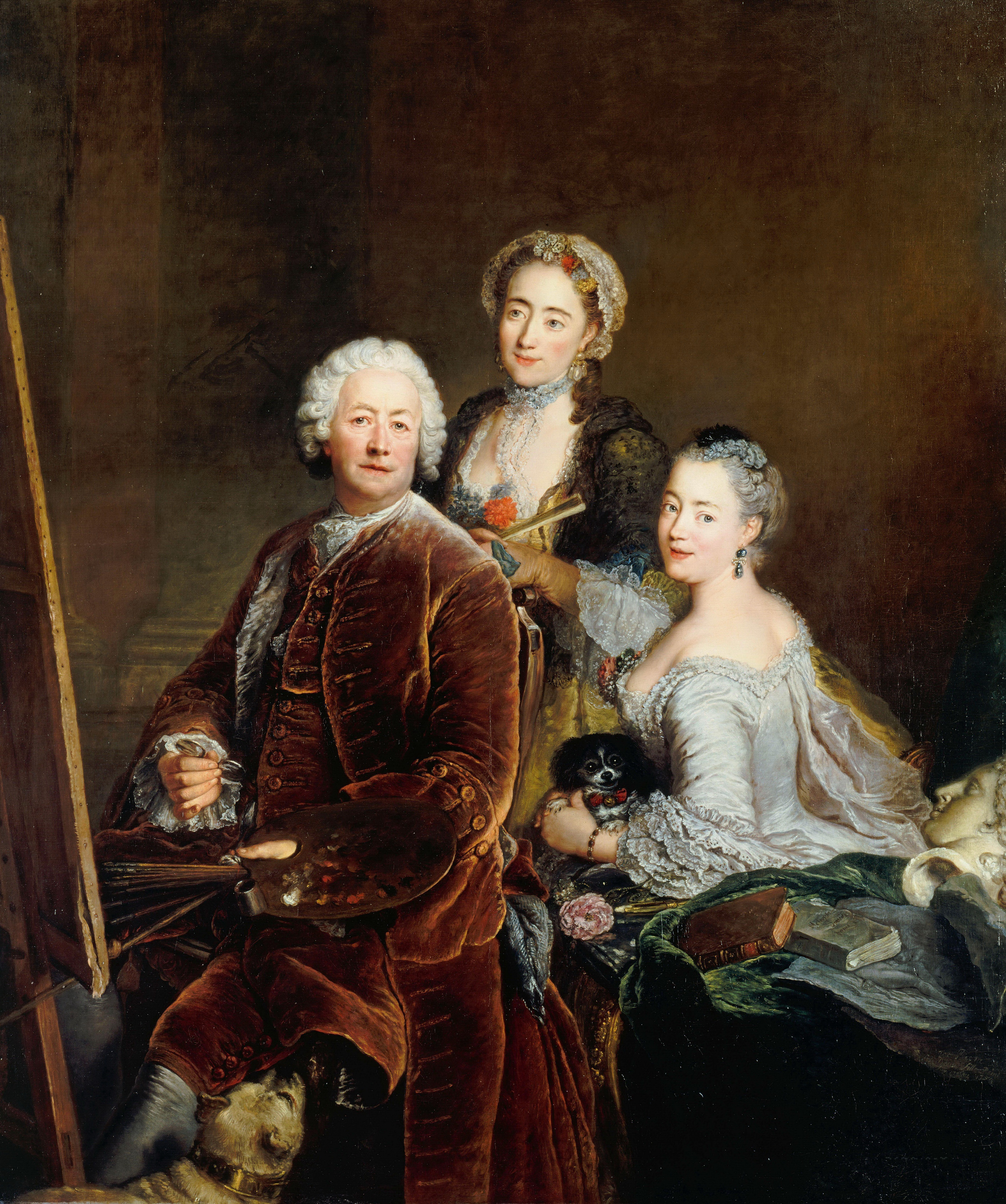
Pesne: Retrato do artista com suas duas filhas
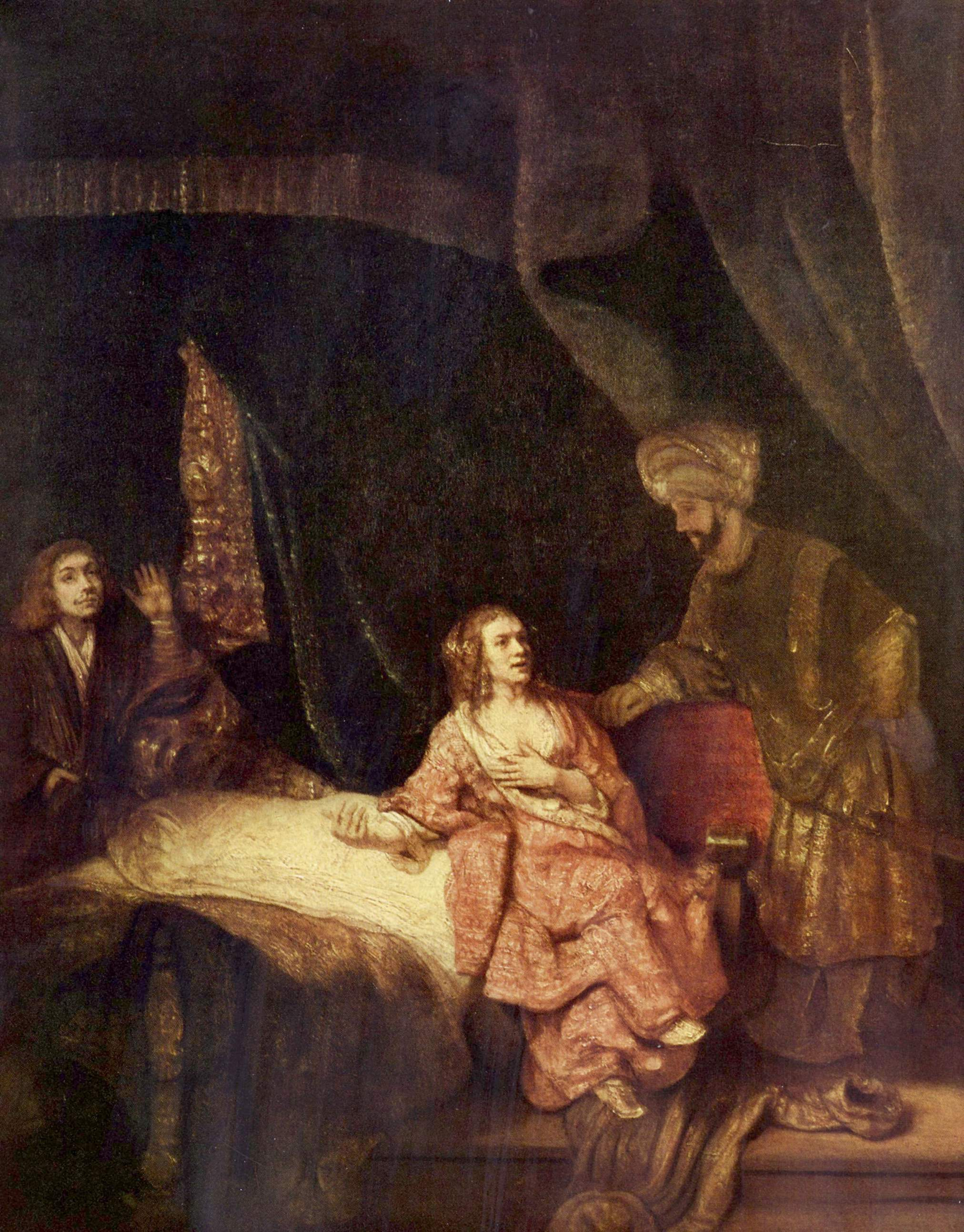
Rembrandt: José e a esposa de Putifar